# Weisdale Voe

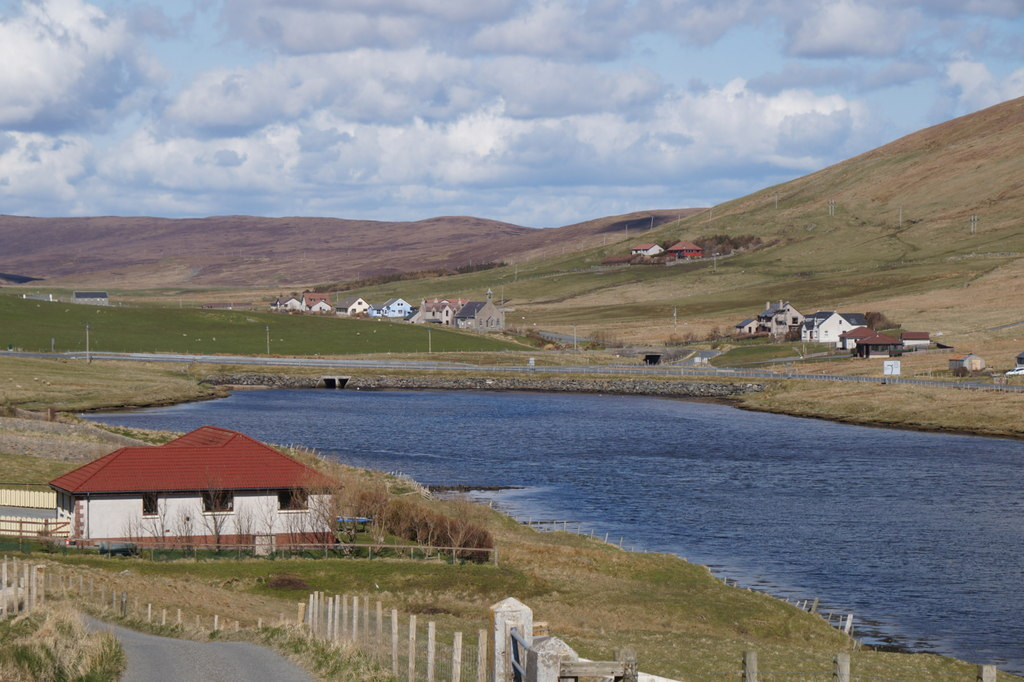
Am landseitigen Ende der Bucht

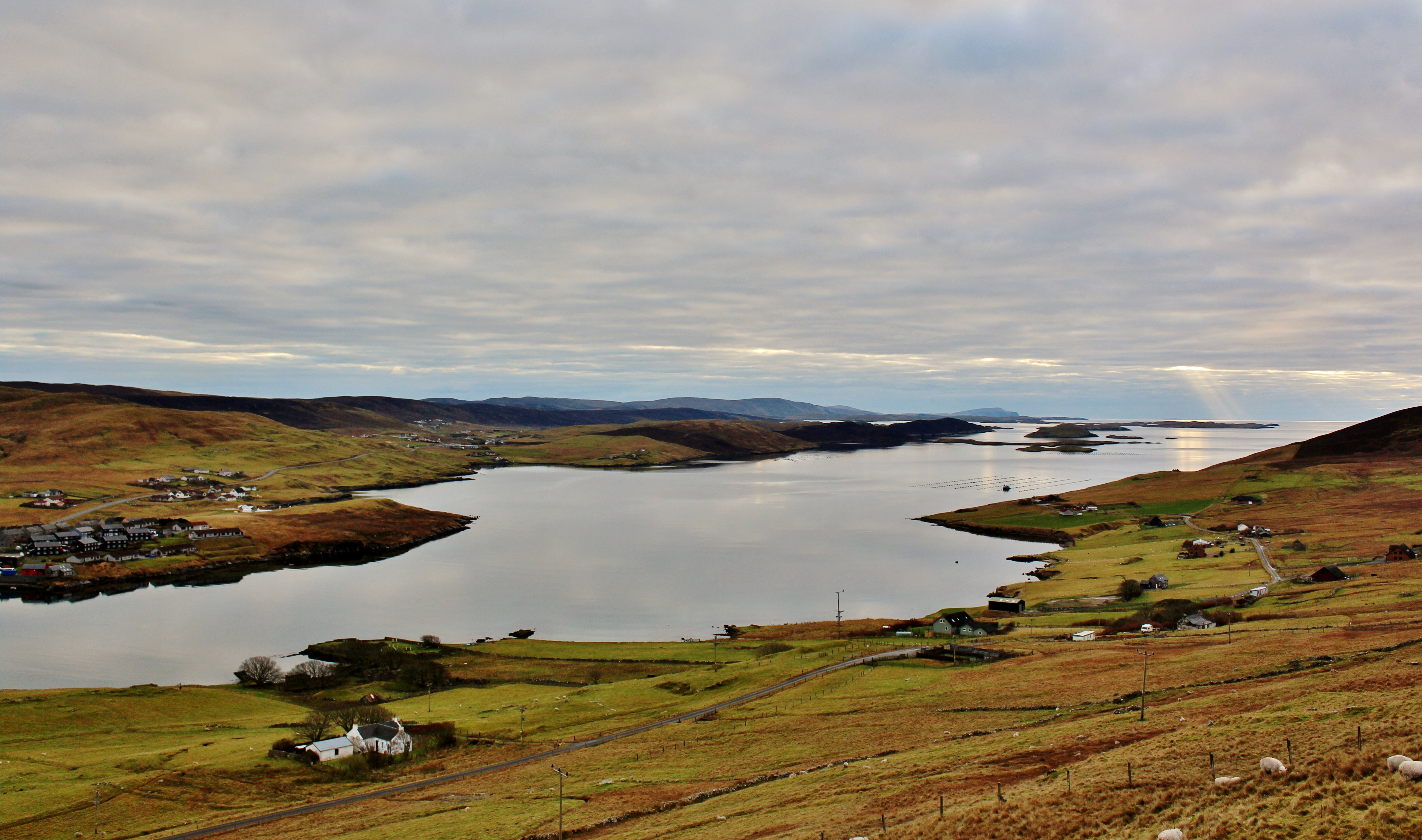
Blick in Richtung Meer

Die Weisdale Voe ist eine Meeresbucht (Voe), die im Südwesten der zu Schottland zählenden Shetlands liegt.

## Geographie
Die Weisdale Voe erstreckt sich im Westen der Insel Mainland vom Nordatlantik nach Nordosten. Benachbart liegen die Sandsound Voe im Westen und die Stromness Voe im Osten. Im, zum Meer geöffneten Südwesten befinden sich vier unbewohnte Inseln. Diese sind Flotta, Greena, Hoggs of Hoy und Hoy. Die Begrenzung der Nordseite der Bucht zum Meer bildet die Landspitze Russa Ness, die einzige Ortschaft auf dieser Seite ist Heglibister im Nordosten. Auf der gegenüberliegenden Seite verläuft die Halbinsel Strom Ness, Ortschaften sind Hellister und Kalliness. Am oberen Ende der Bucht beginnt Weisdale, das ein Tal und zugleich eine Ortschaft ist.

## Historisches
Im Rahmen der historischen Gliederung Schottlands in Civil Parishes zählt die Weisdale Voe zu Tingwall.

## Verkehr
Am Ostufer der Bucht führt die A971 entlang.